# Walt Disney Studios Motion Pictures
Walt Disney Studios Motion Pictures (tidligere kendt som Buena Vista Pictures Distribution, Inc. indtil 2007) er et amerikansk film- og TV-distributionsselskab under Disney Media and Entertainment Distribution-divisionen, som er ejet af The Walt Disney Company. Selskabet håndterer de biografiske og de enkelte digitale distributioner, marketing og promovering for film som er produceret og udgivet af Walt Disney Studios, inklusive Walt Disney Pictures, Walt Disney Animation Studios, Pixar, Marvel Studios, Lucasfilm, 20th Century Studios, 20th Century Animation og Searchlight Pictures.
Selskabet blev grundlagt i 1953 som Buena Vista Film Distribution Company, Inc. (senere navneændring til Buena Vista Distribution Company, Inc. og Buena Vista Pictures Distribution, Inc.). Selskabet fik dets nuværende navn i 2007.
Indtil 1953 var Walt Disneys produktioner distribueret af Screen Gems (1924–1926), Film Booking Offices of America (1926–1927), Universal Pictures (1927–1928), Celebrity Productions (1928–1930), Columbia Pictures (1930–1932), United Artists (1932–1937, 1943), og RKO Radio Pictures (1937–1956).